# Список астероїдів (133201—133300)
| Назва                              | Тимчасове позначення | Дата відкриття  | Місце відкриття               | Відкривач                               |
| ---------------------------------- | -------------------- | --------------- | ----------------------------- | --------------------------------------- |
| (133201) 2003 QH63                 | 2003 QH63            | 23 серпня 2003  | Сокорро (Нью-Мексико)         | LINEAR                                  |
| (133202) 2003 QT63                 | 2003 QT63            | 23 серпня 2003  | Сокорро (Нью-Мексико)         | LINEAR                                  |
| (133203) 2003 QC64                 | 2003 QC64            | 23 серпня 2003  | Сокорро (Нью-Мексико)         | LINEAR                                  |
| (133204) 2003 QH64                 | 2003 QH64            | 23 серпня 2003  | Сокорро (Нью-Мексико)         | LINEAR                                  |
| (133205) 2003 QO64                 | 2003 QO64            | 23 серпня 2003  | Сокорро (Нью-Мексико)         | LINEAR                                  |
| (133206) 2003 QD66                 | 2003 QD66            | 22 серпня 2003  | Сокорро (Нью-Мексико)         | LINEAR                                  |
| (133207) 2003 QO66                 | 2003 QO66            | 22 серпня 2003  | Сокорро (Нью-Мексико)         | LINEAR                                  |
| (133208) 2003 QG68                 | 2003 QG68            | 25 серпня 2003  | Сокорро (Нью-Мексико)         | LINEAR                                  |
| (133209) 2003 QN68                 | 2003 QN68            | 25 серпня 2003  | Сокорро (Нью-Мексико)         | LINEAR                                  |
| (133210) 2003 QZ68                 | 2003 QZ68            | 25 серпня 2003  | Обсерваторія Ріді-Крик        | Джон Бротон                             |
| (133211) 2003 QG71                 | 2003 QG71            | 23 серпня 2003  | Паломарська обсерваторія      | NEAT                                    |
| (133212) 2003 QB73                 | 2003 QB73            | 24 серпня 2003  | Сокорро (Нью-Мексико)         | LINEAR                                  |
| (133213) 2003 QS73                 | 2003 QS73            | 26 серпня 2003  | Обсерваторія Чрні Врх         | Герман Мікуж                            |
| (133214) 2003 QF74                 | 2003 QF74            | 24 серпня 2003  | Сокорро (Нью-Мексико)         | LINEAR                                  |
| (133215) 2003 QE75                 | 2003 QE75            | 24 серпня 2003  | Сокорро (Нью-Мексико)         | LINEAR                                  |
| (133216) 2003 QT75                 | 2003 QT75            | 24 серпня 2003  | Сокорро (Нью-Мексико)         | LINEAR                                  |
| (133217) 2003 QA76                 | 2003 QA76            | 24 серпня 2003  | Сокорро (Нью-Мексико)         | LINEAR                                  |
| (133218) 2003 QC77                 | 2003 QC77            | 24 серпня 2003  | Сокорро (Нью-Мексико)         | LINEAR                                  |
| (133219) 2003 QA79                 | 2003 QA79            | 24 серпня 2003  | Сокорро (Нью-Мексико)         | LINEAR                                  |
| (133220) 2003 QX79                 | 2003 QX79            | 25 серпня 2003  | Обсерваторія Ріді-Крик        | Джон Бротон                             |
| (133221) 2003 QU81                 | 2003 QU81            | 23 серпня 2003  | Сокорро (Нью-Мексико)         | LINEAR                                  |
| (133222) 2003 QQ85                 | 2003 QQ85            | 24 серпня 2003  | Сокорро (Нью-Мексико)         | LINEAR                                  |
| (133223) 2003 QY87                 | 2003 QY87            | 25 серпня 2003  | Сокорро (Нью-Мексико)         | LINEAR                                  |
| (133224) 2003 QP88                 | 2003 QP88            | 25 серпня 2003  | Сокорро (Нью-Мексико)         | LINEAR                                  |
| (133225) 2003 QS88                 | 2003 QS88            | 25 серпня 2003  | Сокорро (Нью-Мексико)         | LINEAR                                  |
| (133226) 2003 QE93                 | 2003 QE93            | 27 серпня 2003  | Паломарська обсерваторія      | NEAT                                    |
| (133227) 2003 QW94                 | 2003 QW94            | 29 серпня 2003  | Обсерваторія Галеакала        | NEAT                                    |
| (133228) 2003 QK96                 | 2003 QK96            | 31 серпня 2003  | Обсерваторія Пла-д'Арґін      | Астрономічна обсерваторія Пла д'Арґінес |
| (133229) 2003 QT100                | 2003 QT100           | 28 серпня 2003  | Обсерваторія Галеакала        | NEAT                                    |
| (133230) 2003 QW100                | 2003 QW100           | 28 серпня 2003  | Обсерваторія Галеакала        | NEAT                                    |
| (133231) 2003 QR103                | 2003 QR103           | 31 серпня 2003  | Обсерваторія Галеакала        | NEAT                                    |
| (133232) 2003 QM105                | 2003 QM105           | 31 серпня 2003  | Обсерваторія Галеакала        | NEAT                                    |
| (133233) 2003 QC106                | 2003 QC106           | 30 серпня 2003  | Обсерваторія Кітт-Пік         | Spacewatch                              |
| (133234) 2003 QO106                | 2003 QO106           | 31 серпня 2003  | Обсерваторія Кітт-Пік         | Spacewatch                              |
| (133235) 2003 QX106                | 2003 QX106           | 30 серпня 2003  | Обсерваторія Кітт-Пік         | Spacewatch                              |
| (133236) 2003 QF107                | 2003 QF107           | 31 серпня 2003  | Сокорро (Нью-Мексико)         | LINEAR                                  |
| (133237) 2003 QH107                | 2003 QH107           | 31 серпня 2003  | Сокорро (Нью-Мексико)         | LINEAR                                  |
| (133238) 2003 QN107                | 2003 QN107           | 31 серпня 2003  | Сокорро (Нью-Мексико)         | LINEAR                                  |
| (133239) 2003 QG109                | 2003 QG109           | 31 серпня 2003  | Сокорро (Нью-Мексико)         | LINEAR                                  |
| (133240) 2003 QU110                | 2003 QU110           | 31 серпня 2003  | Сокорро (Нью-Мексико)         | LINEAR                                  |
| (133241) 2003 QG111                | 2003 QG111           | 31 серпня 2003  | Сокорро (Нью-Мексико)         | LINEAR                                  |
| (133242) 2003 QT111                | 2003 QT111           | 31 серпня 2003  | Обсерваторія Галеакала        | NEAT                                    |
| 133243 Essen                       | 2003 RT1             | 2 вересня 2003  | Обсерваторія Вальтера Хохмана | Томас Пайєр                             |
| (133244) 2003 RZ1                  | 2003 RZ1             | 1 вересня 2003  | Сокорро (Нью-Мексико)         | LINEAR                                  |
| (133245) 2003 RL2                  | 2003 RL2             | 1 вересня 2003  | Сокорро (Нью-Мексико)         | LINEAR                                  |
| (133246) 2003 RB3                  | 2003 RB3             | 1 вересня 2003  | Сокорро (Нью-Мексико)         | LINEAR                                  |
| (133247) 2003 RK6                  | 2003 RK6             | 1 вересня 2003  | Сокорро (Нью-Мексико)         | LINEAR                                  |
| (133248) 2003 RN6                  | 2003 RN6             | 1 вересня 2003  | Сокорро (Нью-Мексико)         | LINEAR                                  |
| (133249) 2003 RS6                  | 2003 RS6             | 1 вересня 2003  | Сокорро (Нью-Мексико)         | LINEAR                                  |
| 133250 Rubik                       | 2003 RK8             | 5 вересня 2003  | Обсерваторія Піскештето       | К. Сарнецкі, Бріґіта Шіпоч              |
| (133251) 2003 RP10                 | 2003 RP10            | 4 вересня 2003  | Сокорро (Нью-Мексико)         | LINEAR                                  |
| (133252) 2003 RT10                 | 2003 RT10            | 8 вересня 2003  | Обсерваторія Галеакала        | NEAT                                    |
| (133253) 2003 RF13                 | 2003 RF13            | 14 вересня 2003 | Обсерваторія Галеакала        | NEAT                                    |
| (133254) 2003 RB14                 | 2003 RB14            | 15 вересня 2003 | Обсерваторія Галеакала        | NEAT                                    |
| (133255) 2003 RL14                 | 2003 RL14            | 14 вересня 2003 | Обсерваторія Галеакала        | NEAT                                    |
| (133256) 2003 RH18                 | 2003 RH18            | 15 вересня 2003 | Паломарська обсерваторія      | NEAT                                    |
| (133257) 2003 RE20                 | 2003 RE20            | 15 вересня 2003 | Станція Андерсон-Меса         | LONEOS                                  |
| (133258) 2003 RG20                 | 2003 RG20            | 15 вересня 2003 | Станція Андерсон-Меса         | LONEOS                                  |
| (133259) 2003 RK21                 | 2003 RK21            | 15 вересня 2003 | Станція Андерсон-Меса         | LONEOS                                  |
| (133260) 2003 RL23                 | 2003 RL23            | 13 вересня 2003 | Обсерваторія Галеакала        | NEAT                                    |
| (133261) 2003 RR23                 | 2003 RR23            | 14 вересня 2003 | Паломарська обсерваторія      | NEAT                                    |
| (133262) 2003 RK26                 | 2003 RK26            | 3 вересня 2003  | Обсерваторія Галеакала        | NEAT                                    |
| (133263) 2003 SB1                  | 2003 SB1             | 16 вересня 2003 | Паломарська обсерваторія      | NEAT                                    |
| (133264) 2003 SO1                  | 2003 SO1             | 16 вересня 2003 | Обсерваторія Кітт-Пік         | Spacewatch                              |
| (133265) 2003 SX1                  | 2003 SX1             | 16 вересня 2003 | Обсерваторія Кітт-Пік         | Spacewatch                              |
| (133266) 2003 SH2                  | 2003 SH2             | 16 вересня 2003 | Обсерваторія Кітт-Пік         | Spacewatch                              |
| (133267) 2003 SJ3                  | 2003 SJ3             | 16 вересня 2003 | Паломарська обсерваторія      | NEAT                                    |
| (133268) 2003 SY3                  | 2003 SY3             | 16 вересня 2003 | Обсерваторія Кітт-Пік         | Spacewatch                              |
| (133269) 2003 SG4                  | 2003 SG4             | 16 вересня 2003 | Обсерваторія Кітт-Пік         | Spacewatch                              |
| (133270) 2003 SH4                  | 2003 SH4             | 16 вересня 2003 | Обсерваторія Кітт-Пік         | Spacewatch                              |
| (133271) 2003 SN4                  | 2003 SN4             | 16 вересня 2003 | Паломарська обсерваторія      | NEAT                                    |
| (133272) 2003 SN10                 | 2003 SN10            | 17 вересня 2003 | Обсерваторія Кітт-Пік         | Spacewatch                              |
| (133273) 2003 SC13                 | 2003 SC13            | 16 вересня 2003 | Обсерваторія Кітт-Пік         | Spacewatch                              |
| (133274) 2003 SJ13                 | 2003 SJ13            | 16 вересня 2003 | Обсерваторія Кітт-Пік         | Spacewatch                              |
| (133275) 2003 SL14                 | 2003 SL14            | 17 вересня 2003 | Обсерваторія Кітт-Пік         | Spacewatch                              |
| (133276) 2003 SV14                 | 2003 SV14            | 17 вересня 2003 | Обсерваторія Кітт-Пік         | Spacewatch                              |
| (133277) 2003 SY16                 | 2003 SY16            | 17 вересня 2003 | Обсерваторія Кітт-Пік         | Spacewatch                              |
| (133278) 2003 SA17                 | 2003 SA17            | 17 вересня 2003 | Обсерваторія Кітт-Пік         | Spacewatch                              |
| (133279) 2003 SF17                 | 2003 SF17            | 18 вересня 2003 | Станція Кампо Імператоре      | CINEOS                                  |
| 133280 Брілін (Bryleen)            | 2003 SM17            | 18 вересня 2003 | Обсерваторія Столова Гора     | Дж. Янґ                                 |
| (133281) 2003 ST17                 | 2003 ST17            | 17 вересня 2003 | Обсерваторія Кітт-Пік         | Spacewatch                              |
| (133282) 2003 SX17                 | 2003 SX17            | 17 вересня 2003 | Обсерваторія Кітт-Пік         | Spacewatch                              |
| (133283) 2003 SO21                 | 2003 SO21            | 16 вересня 2003 | Обсерваторія Кітт-Пік         | Spacewatch                              |
| (133284) 2003 SH22                 | 2003 SH22            | 16 вересня 2003 | Паломарська обсерваторія      | NEAT                                    |
| (133285) 2003 SU23                 | 2003 SU23            | 17 вересня 2003 | Обсерваторія Кітт-Пік         | Spacewatch                              |
| (133286) 2003 SD26                 | 2003 SD26            | 17 вересня 2003 | Обсерваторія Галеакала        | NEAT                                    |
| (133287) 2003 SO26                 | 2003 SO26            | 17 вересня 2003 | Обсерваторія Галеакала        | NEAT                                    |
| (133288) 2003 SJ27                 | 2003 SJ27            | 18 вересня 2003 | Сокорро (Нью-Мексико)         | LINEAR                                  |
| (133289) 2003 SX27                 | 2003 SX27            | 18 вересня 2003 | Паломарська обсерваторія      | NEAT                                    |
| (133290) 2003 SA28                 | 2003 SA28            | 18 вересня 2003 | Паломарська обсерваторія      | NEAT                                    |
| (133291) 2003 SX28                 | 2003 SX28            | 18 вересня 2003 | Паломарська обсерваторія      | NEAT                                    |
| (133292) 2003 SZ30                 | 2003 SZ30            | 18 вересня 2003 | Паломарська обсерваторія      | NEAT                                    |
| 133293 Andrushivka                 | 2003 SA33            | 18 вересня 2003 | Андрушівка                    | Андрушівка                              |
| (133294) 2003 SB34                 | 2003 SB34            | 18 вересня 2003 | Сокорро (Нью-Мексико)         | LINEAR                                  |
| (133295) 2003 SK35                 | 2003 SK35            | 18 вересня 2003 | Паломарська обсерваторія      | NEAT                                    |
| 133296 Федерікотосі (Federicotosi) | 2003 SE36            | 19 вересня 2003 | Станція Кампо Імператоре      | CINEOS                                  |
| (133297) 2003 SW36                 | 2003 SW36            | 19 вересня 2003 | Обсерваторія Дезерт-Іґл       | Вільям Йон                              |
| (133298) 2003 SU37                 | 2003 SU37            | 16 вересня 2003 | Паломарська обсерваторія      | NEAT                                    |
| (133299) 2003 SC39                 | 2003 SC39            | 16 вересня 2003 | Паломарська обсерваторія      | NEAT                                    |
| (133300) 2003 SB40                 | 2003 SB40            | 16 вересня 2003 | Паломарська обсерваторія      | NEAT                                    |